# Mitsubishi B5M
Il Mitsubishi B5M (in giapponese 九七式二号艦上攻撃機, Aereo da attacco imbarcato Tipo 97 Modello 2, nome in codice alleato Mabel, poi Kate 61) era un aerosilurante imbarcato, poi bombardiere con base a terra, monomotore ad ala bassa prodotto dall'azienda giapponese Mitsubishi Heavy Industries nei tardi anni trenta.
Utilizzato dall'aviazione imperiale della marina, venne impiegato operativamente nel corso della seconda guerra mondiale.

## Storia

### Sviluppo
Nel 1935 la Marina imperiale emanò una specifica per la fornitura di un nuovo aerosilurante con il quale dotare le proprie portaerei sostituendo lo Yokosuka B4Y. Il nuovo velivolo doveva poter trasportare un equipaggio di tre membri, essere dotato di ali ripiegabili ed essere in grado di raggiungere la velocità massima di almeno 320 km/h trasportando almeno 800 kg di bombe con un'autonomia non inferiore alle sette ore.
Alla richiesta risposero la Mitsubishi e la Nakajima Hikōki Kabushiki Kaisha con due progetti la prima presentando il Ka-16, modello dalla struttura tradizionale, e la seconda il Progetto K, un velivolo che incorporava soluzioni tecniche più raffinate e più complesso da realizzare. Dopo le valutazioni da parte della commissione esaminatrice venne giudicato vincitore il modello proposto dalla Nakajima il quale assunse la designazione ufficiale B5N o, come da diversa classificazione, Aereo da attacco imbarcato Tipo 97. Tuttavia la complessità riscontrata nel Nakajima fece sorgere delle perplessità nel suo effettivo sviluppo per cui venne comunque concesso di avviare alla produzione in serie anche il progetto Mitsubishi assegnando al velivolo la sigla B5M o Aereo da attacco imbarcato Tipo 97 tipo 2 per differenziarlo dal suo concorrente.
I problemi di gioventù del Nakajima B5N vennero comunque velocemente risolti per cui le prestazioni superiori offerte dal B5N determinarono l'arresto della produzione del Mitsubishi che rimase attestata a soli 125 esemplari.

### Impiego operativo

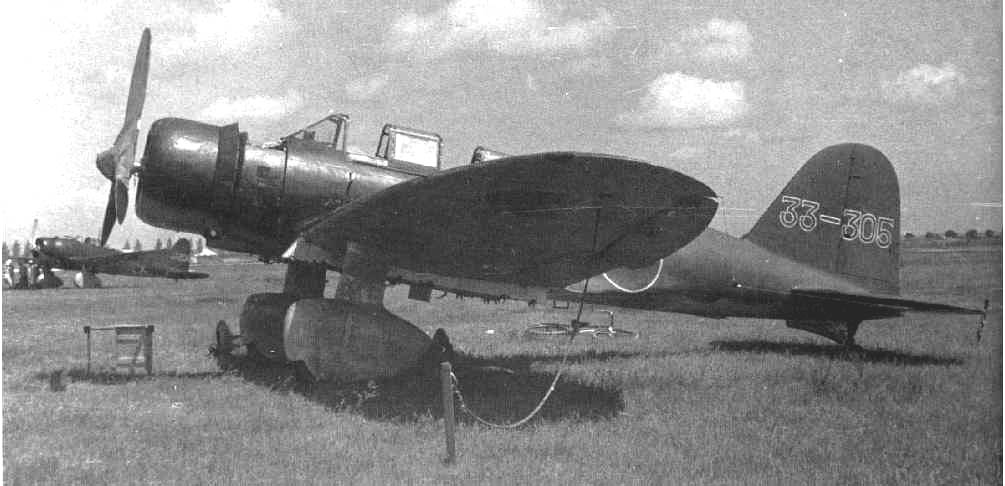
Un B5M a terra.

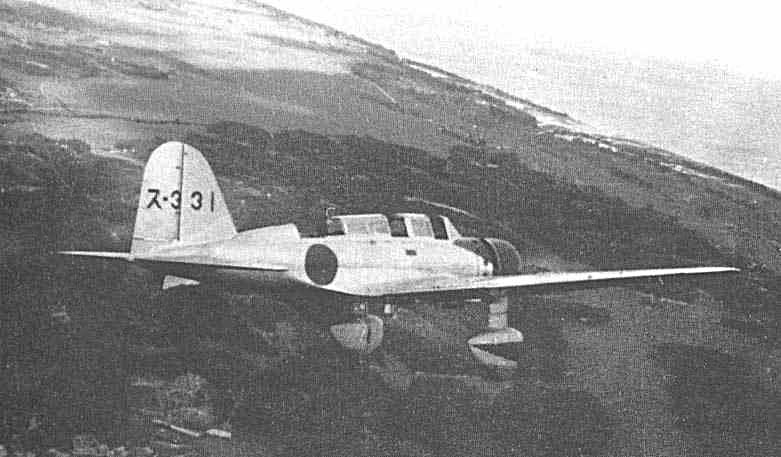
Un B5M in volo verso la costa.

L'apparecchio venne messo in servizio nelle prime fasi della seconda guerra mondiale relegato a compiti secondari. Grazie alla sua robustezza che gli consentiva di operare da piste non preparate, venne assegnato a basi a terra principalmente con compiti di sorveglianza delle aree costiere nel sud-est asiatico ed in Cina. Data la scarsa attività nemica nell'area, riuscì ad essere impiegato in questo ruolo sostenendo qualche azione bellica minore prima di essere definitivamente assegnato ai reparti di formazione dei piloti come aereo da addestramento, quindi come aereo da collegamento e da traino.
Nel 1945, analogamente ad altri velivoli giapponesi a fine vita operativa, nel corso delle fasi terminali della Guerra del Pacifico venne utilizzato per compiere attacchi kamikaze.

## Descrizione tecnica
Il Mitsubishi B5M era un velivolo di impostazione classica, monoplano con ala a sbalzo, equipaggiato con un motore radiale e caratterizzato dall'adozione di un carrello fisso ben carenato.
La fusoliera, a sezione cilindrica, presentava un lungo abitacolo ampiamente vetrato e con apertura a scorrimento, costituito da tre posti in tandem, anteriormente per il pilota seguito dal puntatore e dal mitragliere equipaggiato con una mitragliatrice brandeggiabile da difesa calibro 7,7 mm. Posteriormente terminava in un impennaggio classico monoderiva.
L'ala era a sezione ellittica, montata bassa e a sbalzo, caratterizzata da un sensibile angolo di diedro positivo.
Il carrello d'atterraggio era semplice, fisso, con le due gambe di forza anteriori collocate sotto le semiali ed integrato posteriormente da un ruotino d'appoggio.
La propulsione era affidata ad un motore Mitsubishi Kinsei 43, un radiale 14 cilindri doppia stella e raffreddato ad aria in grado, in questa versione, di erogare una potenza pari a 1 000 hp (745 kW).
Inizialmente equipaggiato con un siluro da 800 kg venne successivamente modificato per trasportare una carico di bombe fino a 750 kg.

## Versioni
B5M
B5M1

## Utilizzatori
Giappone
- Dai-Nippon Teikoku Kaigun Kōkū Hombu